# Which Witch RADIO 空の学校 放送部?
『Which Witch RADIO 空の学校 放送部?』（フィッチウィッチレディオ そらのがっこうほうそうぶ）とは、ビジュアルノベルカード『Which Witch?』に関連したインターネットラジオ番組。

## 概要
番組情報
- 配信元：アニメイトTV
- 配信期間：2009年（平成21年）7月30日 - 2010年（平成22年）2月25日
- 更新日：毎週木曜日(#17から隔週)

パーソナリティ
- 阿澄佳奈（仁備波音 役）
- 豊崎愛生（陽井雨祭 役）

## コーナー
究極のWHICH?
オープニングコーナー。とあるシチュエーションのもと、用意された選択肢2つから「究極の選択」を行う。
私の町の掟
『Which Witch?』の舞台・聖アレクトのように、身の回りの独自の掟・ルールを紹介するコーナー。
魔女の超能力
リスナーが持つ能力自慢やどんな能力がほしいかなど紹介するコーナー。
波音と雨祭の『Which Witch?』情報!
『Which Witch?』に関する情報を紹介するコーナー。
ふつおたコーナー

## ゲスト
- #7,#8,#19,#20 - 間島淳司（野崎凱哉 役）（#7,8は豊崎,#19,20阿澄の代行パーソナリティ）
- #9,#10,#17,#18 - 牧野由依（夕木沙希 役）（#10は阿澄,#17,18は豊崎の代行パーソナリティ）
- #11 - 小清水亜美（宮土灯呼 役）（阿澄の代行パーソナリティ）
- #15,#16,21,22 - 伊瀬茉莉也（藤凪聖知 役）（#15,16は阿澄,#21,22は豊崎の代行パーソナリティ）